# Rudolf Tamm
Rudolf Tamm (* 8. Juli 1911 in Aakre; † 31. Mai 2003 in Konguta) war ein estnischer Radrennfahrer und nationaler Meister im Radsport.

## Sportliche Laufbahn
Tamm war im Straßenradsport und im Querfeldeinrennen (heutige Bezeichnung Cyclocross) aktiv. 1927 begann er mit dem Radsport. 1952 gewann er die nationale Meisterschaft im Straßenrennen, 1948 wurde er Vizemeister. 1947, 1949 und 1950 war er Vizemeister im Querfeldeinrennen, 1951 und 1954 im Mannschaftszeitfahren geworden. 1947 siegte er in der Meisterschaft im Einzelzeitfahren. In den Jahren von 1937 bis 1956 wurde er insgesamt siebzehnmal estnischer Meister in verschiedenen Disziplinen des Radsports. 1956 kam er im Alter von 45 Jahren im Etappenrennen Moskau–Kiew–Moskau auf den 8. Platz. 

## Berufliches
Nach seiner aktiven Karriere arbeitete Tamm als Trainer und betreute u. a. Endel Ruubel und Heino Ruubel sowie die spätere Olympiasiegerin Erika Salumäe.